# Árni Kristjánsson
Árni Kristjánsson (Grund, Eyjafjörður, 17 de diciembre de 1906 - Reikiavik, 19 de marzo de 2003) fue un pianista islandés galardonado en tres ocasiones con la Orden del Halcón por el presidente de Islandia.

## Biografía
Hijo del comerciante Kristján Árnason y Hólmfríður Gunnarsdóttir, Árni Kristjánsson aprendió muy joven a tocar el órgano de boca con el maestro Sigurgeir Jónsson en Akureyri, y dio su primer concierto junto con Benedikt Elfar en Húsavik a la edad de doce años. 
En 1923 se trasladó a Berlín para recibir clases de Isolda, hija de Xaver Scharwenka y desde ahí a Copenhague, donde continuó sus clases con el maestro Anders Rachlew. Árni Kristjánsson regresó a Islandia en 1932 y ese mismo año se casó con Anna Guðrún Steingrímsdóttir, nieta de Matthías Jochumsson e hija del médico Steingrímur Matthíasson y de Kristin Katrín Thoroddsen. Con ella tuvo tres hijos: Ingvi Matthías, Kristján y Hólmfríður Kristín. 
Ese mismo año, junto con su esposa Anna, viajó de nuevo a Alemania. La subida al poder de Hitler precipitó su retorno a Islandia en 1933, año en que Kristjánsson aceptó un puesto como profesor en la Escuela de Música de Reikiavik, cargo que desempeñó desde 1959, siendo además subdirector de la Escuela desde 1936 hasta 1956, y director desde 1956 hasta 1959. Desde 1959 hasta 1975, Kristjánsson fue director musical de la Radio Nacional de Islandia.
Muchos de sus conciertos fueron grabados para la radio y también registró un disco. Su primer concierto público fue en Reikiavik en 1929 y durante esa época representó junto con Páll Ísólfsson una de las figuras más destacadas en el panorama musical de la época. 
Fue miembro de la junta directiva de la Orquesta Sinfónica de Islandia y de la Federación de Artistas Islandeses (Bandalag íslenskra listamanna). Fue también miembro fundador de la Asociación de Músicos de Islandia, de la que fue presidente durante algún tiempo, además de ser el presidente del Comité de Música Nórdica. 
Junto con Björn Guðmundsson y Sigrún Gísladóttir, Árni fundó también el Club de Música de Cámara en 1946.
Escribió varios libros sobre música, como Hvað ertu tónlist? ("Música, ¿qué eres?") en 1986 así como escritos y traducciones de libros de Mozart, Carl Nielsen, Bach, Chopin y Beethoven.

## Reconocimientos y condecoraciones
Kristjánsson recibió varios premios por su trabajo, incluyendo un Ciudadano Honorífico Fort Worth, Miembro Honorario de la Asociación de Músicos de Islandia y de la Asociación de Música de Akureyri. Fue galardonado tres veces (en 1954, 1973 y 1981) con la Orden del Halcón por el presidente de Islandia. También fue condecorado por la Casa Real de Suecia con el premio Litteris et Artibus.

## Discografía
- 2012 - "A Tribute to Erling Blöndal Bengtsson" - (. ASIN: B00B4MYR1G).